# Венет, Жан де
Жан де Вене́т или де Вене́тт (фр. Jean de Venette; 1307, Венетт — 1369 или 1370, Париж) — французский хронист и поэт; продолжатель хроники Гийома де Нанжи, один из летописцев событий начального периода Столетней войны во Франции. Настоящее имя — Жан Фийон (фр. Jean Fillon).

## Биография
Родился в деревне Венетт в Бовези близ Компьеня, в крестьянской семье. Год его рождения может быть установлен с достаточной точностью, так как в прологе к своей хронике он сообщает, что во время страшного голода 1315 года ему было семь или восемь лет.
Ещё в юности он был пострижен в монахи Кармелитского ордена. Проявленным в обучении прилежанием и личными способностями заслужил уважение и был избран в 1339 году приором Парижского монастыря кармелитов, располагавшегося в Латинском квартале на площади Мобер, а в 1342 году — провинциалом своего ордена во Франции. Также преподавал теологию в Парижском университете и прославился как толкователь «Сентенций» Петра Ломбардского (фр. Sentences du P. Lombard), занимавших тогда умы богословов. Дважды, в 1354 и 1368 годах, посещал Реймс. Вёл довольно разгульную жизнь и умер в 1369 году, оставив соотечественникам два примечательных сочинения: «Роман о трёх Мариях» и продолжение хроники Гийома де Нанжи.

## Творчество
- «Роман о трёх Мариях» (фр. Roman des trois Maries), в котором, по обычаю тех времён, священное писание и христианские предания перемешаны с легендами и баснями, написан в 1342 году. В сочинении около 40 тыс. силлабических рифмованных стихов. Два рукописных экземпляра хранились в королевской парижской библиотеке. Известный антикварий Сент-Пале сделал выписки из сочинения и напечатал их в записках Академии надписей; аббат Гуже издал сокращение романа в серии «Французская библиотека». Авторство его в отношении этой поэмы оспаривается[7].
- «Второе продолжение хроники Гийома де Нанжи» (лат. Seconde Continuation de la Chronique de Guillaume de Nangis), охватывающее события с 1340 по 1368 год[3] (с продолжением до 1397 г.), сохранилось в рукописи из коллекции Арундела Британской библиотеки (Arundel, 28)[9]. Д’Ашери издал продолжение этой примечательной летописи в 11-м томе первого издания своего лат. Specilegium.
- «Хроника кармелитов», составленная в 1360 году и доведённая до 1240 года (лат. Chronicon Carmelitarum, liber unus), издана в 1507 году в Венеции.
- «Adnotationes ad quatrum librum rerum».
- «De officiis divinis liber unus».
- «Concionum Synodalium».
- «Liber determinatium theologicarum».

### Продолжение хроники Гийома де Нанжи
Его «Второе продолжение хроники Гийома де Нанжи» (лат. Seconde Continuation de la Chronique de Guillaume de Nangis), работу над которым он начал около 1345 года, охватывает события 1340—1368 годов. Написанное скверной латынью, оно издано было Люком д’Ашери в XI томе «Specilegium» и выгодно отличается от более ранних произведений такого рода, поскольку, вместо сухого перечня описываемых фактов, содержит элементы субъективной исторической критики. Будучи не только выходцем из народа, но и уроженцем Бовези, ставшего в 1358 году центром кровавой Жакерии, Венет оставался горячим защитником прав низших классов, бедственное положение которых представлял во всей его неприглядности.
В частности, роспуск дофином Карлом Генеральных штатов в 1356 году он считал источником всех бедствий страны, включая последующее Парижское восстание под предводительством Этьена Марселя и Жакерию (1358), и резко осуждал как виновницу всех смут развращённую знать. Однако, его демократический идеал не заходил далеко. Барщину и все другие обязанности крестьян в отношении синьоров он считал священными и неприкосновенными. Он негодовал на знать только за то, что она не выполняла своих обязанностей в отношении крестьян, то есть вместо того, чтобы охранять от иноземного нашествия и оберегать их хозяйство, справедливо взимая установленную обычаем дань, беспощадными поборами разоряла их и доводила до нищеты.
Точно так же, несмотря на то, что он считал справедливыми требования Жакерии, он не признавал за крестьянами права с оружием в руках отстаивать свои домогательства и утверждал, что только бог и король вправе вступиться за угнетённых крестьян. Это, однако, не помешало ему оплакивать все ужасы усмирения Жакерии в 1358 году и рассказывать в качестве очевидца о целых деревнях, выжженных и вырезанных в провинции Бовези.
Подобно многим хронистам своего времени, де Венет ни разу не называет себя в своей хронике по имени, отмечая лишь что он монах парижского аббатства кармелитов. В настоящее время установлено, что хроника его, найденная в одной рукописи с сочинением Гийома де Нанжи, происходящей из скриптория аббатства Сен-Дени, непосредственно с ним никак не связана и является самостоятельным произведением.

## Издания
- Chronique latine de Guillaume de Nangis, de 1113 à 1300, avec les continuations de cette chronique de 1300 à 1368, ed. par H. Géraud, 2 vols. — Paris: J. Renouard, 1843. — pp. 327-436.
- The Chronicle of Jean de Venette, transl. by J. Birdsall, ed. by R. W. Newhall. — New York: Columbia University Press, 1953.
- Chronique dite de Jean de Venette / Éd. et trad. par C. Beaune. — Paris, 2011. — (Le Livre de Poche, coll. "Lettres gothiques"). — ISBN 978-2253088776.